# 밸브 트레인

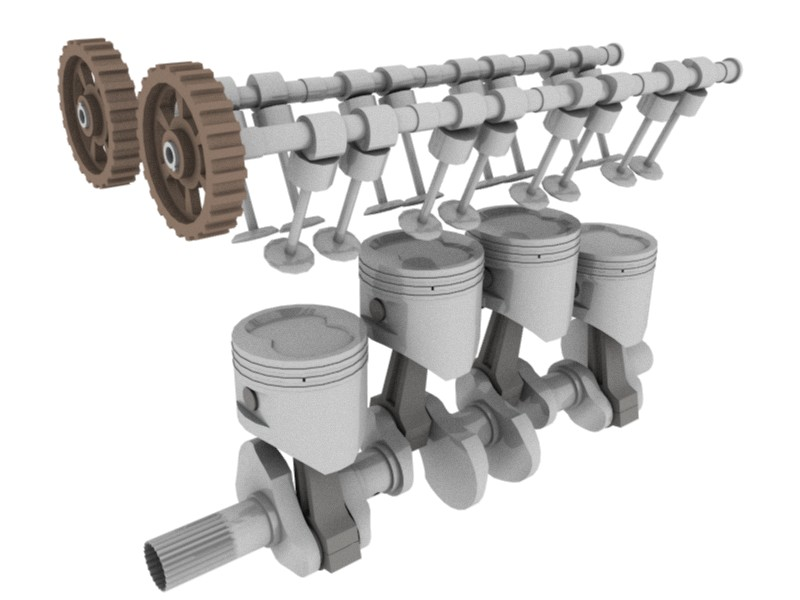
이중 오버헤드 캠샤프트 엔진의 단면

밸브 트레인(영어: Valvetrain)은 내연 기관에서 흡기 및 배기 밸브의 작동을 제어하는 기계 시스템이다.흡기 밸브는 연소실로 공기/연료 혼합물(또는 직접 분사 엔진의 경우 공기만)의 흐름을 제어하는 반면, 배기 밸브는 연소가 완료되면 연소실 밖으로 사용된 배기 가스의 흐름을 제어한다.

## 같이 보기
- 오버헤드 캠샤프트
- OHV